# 席薇亞·厄爾
席薇亞·厄爾（英語：Sylvia Earle，1935年8月30日—），是一位美国海洋生物学家，探险家，作家和演说家。四十多年來積極參與深海探險的前線研究工作。自1998年开始为國家地理學會工作。

## 生平
1955年获得佛羅里達州立大學理學士，1956年获得杜克大學理學碩士，1966年获得杜克大學哲學博士。她先後進行五十多次世界各地的探險考察，潛水時間高達七千多個小時。她是世界上首個進行水下生存試驗的女性小組隊長。在1979年，席薇亞創造了女性海底行走3300英尺的深潛紀錄。在1980年代，她與工程師Graham Hawkes建立了深海工程公司(Deep Ocean Engineering)，並設計和建造了水下交通工具，這個工具可以讓科學家在前所未有的深度下工作。在1998至2002年期間，她領導一個為期五年的「持續海洋考察」，以研究美國國家海洋生物保護所在海洋保育方面的情況。
厄尔是美国美国国家海洋和大气管理局的第一位女性首席科学家，被《時代雜誌》评为1998年度行星第一英雄。她是致力于保护海洋及其野生动物的组织Ocean Elders的成员。
席薇亞‧厄爾聯盟一直積極著手於一連串的考察，透過紀錄片，媒體，以及一些創新工具，如Google地球「探索海洋」圖層，將一眾海洋專家的發現和故事呈現於大家眼前。

## 工作經驗
- 墨西哥灣哈特研究所，計劃總監及顧問委員會主席（2001 - 現在）
- 科麥奇能源公司，理事 (1999 - 現在)
- 國家地理學會，常駐探險家 (1998 - 現在)
深海探測研究所，董事長 (1992 - 現在)
- 探險家俱樂部，榮譽會長 (1997)
- 美國國家海洋暨大氣總署，首席科學家 (1990-1992)
- 蒙特雷灣水族館研究所，兼任科學家
- 保護國際全球海洋保護，執行董事
- The Common Heritage Corporation，董事
- 加利福尼亞州科學院藻類館，館長
- 加州大學伯克利分校，研究員
- 哈佛大學，研究員

以下研究機構、基金會、委員會之成員：
- 世界資源研究所
- 世界環境中心
- 杜克大學海洋實驗室
- 林德伯格基金會
- 世界自然基金會
- 自然資源保護委員會
- 保護國際

## 作品
席薇亞陸續發表了超過175篇為關海洋保護及科技的著作，包括：
- Exploring the Deep Frontier (1980)
- Sea Change (1995)
- Wild Ocean: America's Parks Under the Sea (1999)
- The Atlas of the Ocean (2001)
- Ocean: An Illustrated Atlas (National Geographic Atlas) (2008)
- The World Is Blue: How Our Fate and the Ocean's Are One (2009)

她亦有撰寫過不少的兒童書籍，包括：
- Coral Reefs
- Hello Fish
- Sea Critters
- Dive!

## 蓝色使命
藍色使命的集體行動包括：在2020年前增加兩成受保護海洋區域、改革水產業及全球政策、召集更多嶄新潛航科技的支援、減少海洋污染、激發大眾支持、教育、建立更多有關海洋生命價值的範例。
藍色使命多次籌辦了到「希望據點」的實地考察，希望藉此令大眾認識更多值得受到保護的生態系統、人類、動物和植物。現在，他們已落實在未來五年，每年將會有三次考察。

## 獲得獎項
- TED Prize (2009)
- The Wings Trust Award (2003)
- The Ding Darling Conservation Medal (1999)
- The Barbie Ambassador of Dreams (1999)
- The John M. Olguin Marine Environment Award (1997)
- The Bal de la Mer Foundation Sea Keeper Award (1997)
- Julius B. Stratton Leadership Award (1997)
- Marine Technology Society Compass Award (1997)
- Kilby Award (1997)
- Explorers Club Medal (1996)
- The Lindberg Award (1996)
- Boston Museum of Science Washburn Medal (1995)
- Massachusetts Audubon Society's Allen Morgan Prize (1995)
- Directors Award of the Natural Resources Defense Council (1992)
- DEMA Hall of Fame Award (1991)
- Golden Plate Award of the American Academy of Achievement (1991)
- Radcliff College Alumnae Association Medal (1990)
- Society of Women Geographers Gold Medal (1990)
- New England Aquarium's David B. Stone Medal (1989)
- Order of the Golden Ark by the Prince of the Netherlands (1981)
- Explorers Club Lowell Thomas Award (1980)
- Los Angles Times Woman of the Year (1970)
- The U.S. Department of Interior Conservation Service Award (1970)